# Eretmocerus cadabae
Eretmocerus cadabae är en stekelart som beskrevs av Gennaro Viggiani 1982. Eretmocerus cadabae ingår i släktet Eretmocerus och familjen växtlussteklar.
Artens utbredningsområde är:
- Egypten.
- Etiopien.
- Iran.

Inga underarter finns listade i Catalogue of Life.